# Herman Jordan (pedagoog)
Herman Julius Jordan (Zürich, 22 juli 1903 - Zeist, 9 november 1971) was een Nederlandse bioloog, oprichter van Montessorischolen en auteur van pedagogische boeken.
Hij was een zoon van Hermann Jacques Jordan (1877-1943), Duits zoöloog en vergelijkend fysioloog, en de Nederlandse Nanette van Witsen.

## Levensbeschrijving
In 1914 verhuisde de familie Jordan naar Utrecht, waar de vader van Jordan een nieuwe leerstoel oprichtte voor vergelijkende fysiologie. Herman volgde twee jaar het gymnasium, en ging toen naar de hbs in Utrecht onder directeur F. de Munnik. Hij studeerde vervolgens biologie aan de Rijksuniversiteit Utrecht, bij zijn vader, en behaalde in 1935 zijn doctoraal. Vanaf 1929 was hij assistent bij vergelijkende fysiologie aan de R.U. Utrecht
In 1930 werd Herman Julius Jordan leraar biologie aan het Montessori Lyceum Amsterdam. Via zijn vader, Hermann Jacques Jordan, kende hij Maria Montessori persoonlijk en werd beïnvloed door haar ideeën. Hij streefde naar een vorm van onderwijs die gericht was op zo volledig mogelijke ontplooiing van de mens en van een wezenlijk democratische samenleving. Eigen verantwoordelijkheid en individualiteit moesten gestimuleerd worden. Kennis vond hij dressuur. Hij gaf les aan de opleidingscursus voor Montessorileerkrachten in Utrecht en werkte mee aan het opzetten van een afdeling AVIO, IVO en Montessoriafdeling aan het Kennemer Lyceum in 1939. In datzelfde jaar volgde Jordan een de Internationale Opleidingscursus van dr. Montessori in Amsterdam. Ook werd hij in 1939 tot kerkenraadslid van de Remonstrantse Gemeente in Utrecht gekozen.
In december 1943 kreeg Herman Jordan aan het Amsterdamse Montessorilyceum "eervol ontslag wegens reorganisatie van het vak". Daarna zat hij tot het eind van de oorlog ondergedoken, omdat hij via zijn (groot)moeder Joods was.
In 1945 richtte hij de Stichting Utrechts Lyceum gegrondvest op de Methode Montessori op, waaraan aanvankelijk nog een internaat verbonden was. Deze school werd later naar hem genoemd (Montessori Lyceum Herman Jordan in Zeist). Jordan was van mening dat de naoorlogse tijd zeer geschikt was om het onderwijs- en opvoedingsstelsel diepgaand te veranderen. Hij gaf de raad de leerstof vanuit de belangstellingssfeer van de leerlingen te behandelen, maar ook gemeenschapszin bij hen aan te kweken om zo zelfstandig en op eigen verantwoordelijkheid te leren werken. 
Jordan werd algemeen secretaris van de Nederlandse Montessorivereniging, en was bestuurslid van de Internationale Montessorivereniging en bezocht pedagogische congressen in België, Parijs en Kopenhagen,waar hij vaak als spreker optrad. Ook publiceerde hij boeken over onderwijs en opvoeding, o.a "Kernproblemen der onderwijsvernieuwing" en "geniet meer van uw kinderen", "Hoe opvoedingsfouten te vermijden". Hij schreef bovendien pedagogische artikelen voor verschillende bladen.
In zijn afscheidsrede aan het ULM in 1968 verklaarde Jordan dat "vrijheid nimmer betekent doen waar je zin in hebt, maar de opdracht behelst je naaste als volwaardig te erkennen en te respecteren en vooral je eigen verantwoordelijkheden te dragen. Dit zijn de beginselen waarop een menswaardige samenleving tussen mensen, volkeren en rassen opgebouwd kan worden."